# Crepidula onyx
Crepidula onyx es una especie de un molusco gastrópodo con branquias de la familia Calyptraeidae.

## Descripción
La concha de Crepidula onyx puede medir hasta 70 mm de longitud máxima. El interior es brillante y tiene un fuerte color tostado a marrón oscuro, similar a los colores comunes del mineral ónix. La parte externa de la concha es de color blanco.
A su vez, la concha de esta especie se puede distinguir de Crepidula adunca por:
- El tamaño más grande,
- El ápex es bajo, y está cerca del margen de la concha, presenta una curvatura hacia un lado y no marcadamente enganchado (en lugar de alto, enganchado y colocado en el centro).
- El tabique interior tiene muescas en los extremos, en lugar de estar curvados hacia adelante en ambos extremos, y
- El periostraco es más prominente.[3]

## Distribución
El área de distribución nativa de esta especie es la costa del Océano Pacífico oriental de América, desde el sur de California hasta Chile.

### Distribución no indígena

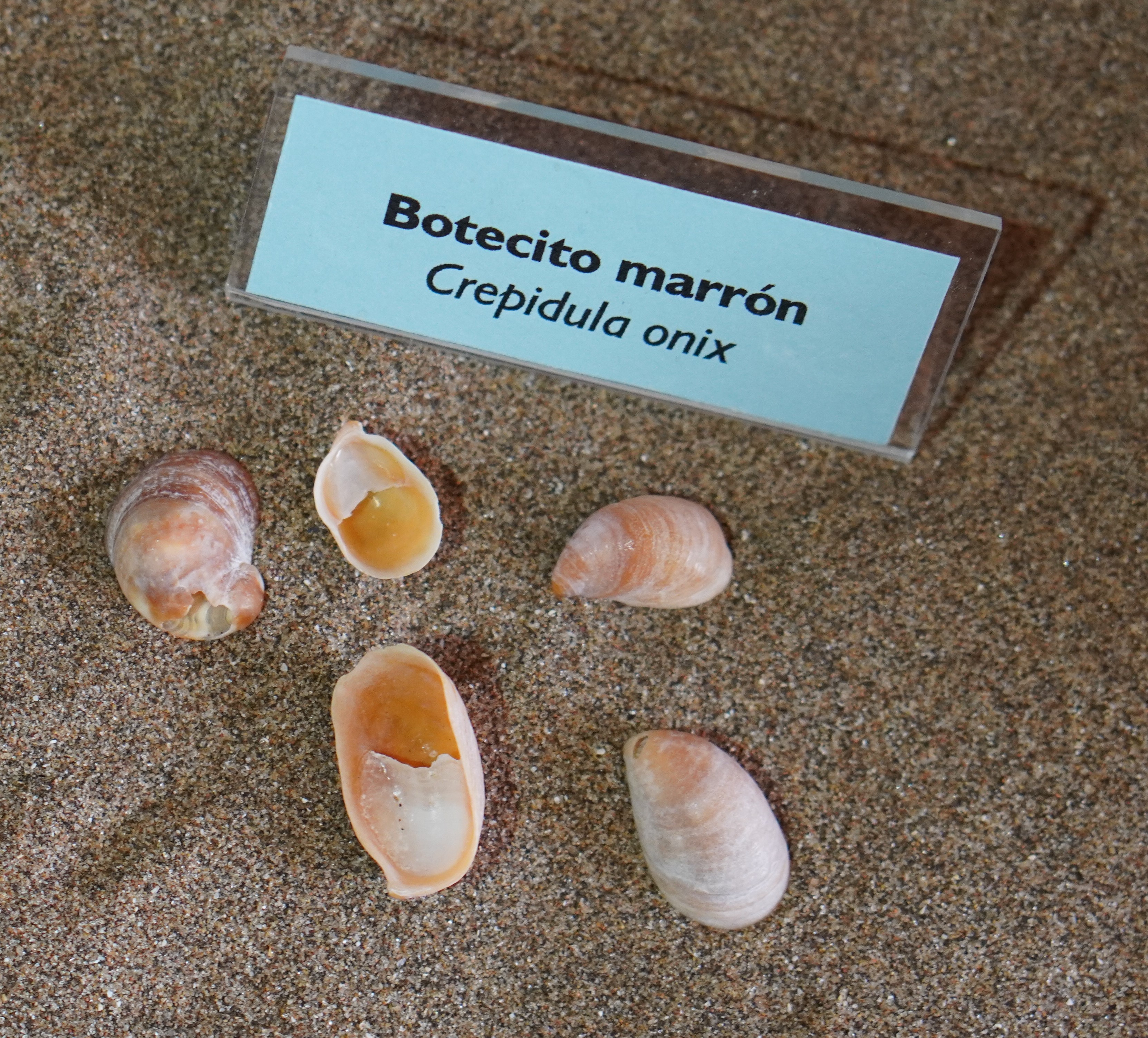
Ejemplares de Crepidula onyx en el Museo de Ciencias Naturales “Dr. José Squadrone” de Necochea, Argentina.

La especie ha sido introducida y se considera establecida en Puget Sound, en el estado de Washington (Estados Unidos), desde 2005.

## Ecología

### Hábitat
Esta especie es común en rocas, conchas y pilotes en bahías protegidas, pero también vive en lugares protegidos en la costa abierta, desde la zona intermareal baja hasta aguas submareales.